# Selina Böttcher
Selina Böttcher (* 15. Oktober 1998 in Hamburg) ist eine deutsche Schauspielerin, Synchron- und Hörspielsprecherin.

## Leben
Selina Böttcher ist die Tochter der deutschen Synchronsprecher Jennifer Böttcher und Oliver Böttcher und die Schwester von Lino Böttcher und Carlotta Pahl, die ebenfalls als Synchronsprecher tätig sind. Sie besuchte die Grundschule Kielortallee und von 2009 bis 2017 das Emilie-Wüstenfeld-Gymnasium in Hamburg.
Seit 2004 arbeitet sie als Synchronsprecherin. Unter anderem ist sie durch ihre Synchronisation von Milli aus der Serie Team Umizoomi bekannt.

## Synchronarbeiten (Auswahl)
- 2009: Der Pakt (Fernsehserie)
- 2010: Team Umizoomi (Fernsehserie), Rolle: Milli
- 2012–2015: Meine Freundin Conni (Fernsehserie), Rolle: Conni
- 2013: Voll Vergeistert
- 2014: Aquilas Geheimnis – Auf der Suche nach dem Piratenschatz
- 2016: Boruto: Naruto the Movie, Rolle: Naruto
- 2016–2018: School of Rock (Fernsehserie)
- 2017–2020: Eine lausige Hexe (Fernsehserie)
- 2017: Wo steckt Sidney Hall?, Rolle: Melody
- seit 2019: Grusel, Grauen, Gänsehaut (Fernsehserie), Rolle: Louise Fulci
- 2021: Weihnachten bei den Louds: Sophia Woodward (als Luna Loud)
- 2021: Open Your Eyes: Maria Wawreniuk (als Julia)
- 2022: Silverpoint – Reise in rätselhafte Welten: Scarlett Rayner (als Alice)
- 2022: Surviving Summer (Staffel 2): Annabel Wolfe (als Wren Radic)
- 2022: Bang Bang Baby (10 Episoden): Arianna Becheroni (als Alice)
- 2022: The Lake – Der See (Serie): Kaitlyn Bernard (als Keri Moore)
- 2022: The Lake (Film): Sushar Manaying (als Lin)
- 2022: Mr. Malcolms Liste: Ashley Park (als Gertie Covington)
- 2023: Der Beste der Welt: Kayla Njeri (als Mercedes)
- 2023: EXmas: Veronika Slowikowska (als Mindy)
- 2023: Der Untergang des Hauses Usher (Episode 1): Lulu Wilson (als Madeline Usher, Teenager)
- 2023: Tonikawa: Over the Moon for You – High School Days (Serie): Yuu Serizawa (als Kaname Arisugawa)

## Hörspiel (Auswahl)
- Fünf Freunde
- TKKG
- Die drei !!!
- Bob der Baumeister
- Wir Kinder aus Bullerbü (2013)
- Mehr von den Kindern aus Bullerbü (2013)
- Immer lustig in Bullerbü (2014)
- Meine Freundin Conni. Das Hörspiel zur Serie
- Die Schule der magischen Tiere
- Die Teufelskicker
- Liki und die Lichterkinder

## CDs (Auswahl)
- 100 Jahre Astrid Lindgren (Katzenkind) (2007)
- Neue Lieder von Pettersson und Findus (Findus) (2010)
- Junge Dichter und Denker Musik – Was ist das?
- Junge Dichter und Denker Lichterkinder
- Junge Dichter und Denker singen und rappen Hits von Rolf Zuckowski
- Mimis Reise/ Mimis Reise 2
- Himmlische Weihnacht
- Lichterkinder: verschiedene CDs